# 윤정섭
윤정섭(1984년 7월 8일 ~ )은 대한민국의 희극 배우 겸 가수이다.
```
뮤지컬배우 활동중에 KBS개그맨 김대범의 권유로 개그맨 입문. 할아버지가 일본 오사카 출신의 일본인3세.
여러 예능프로그램과 SBS"고향이 보인다"등의 리포터 활동 현재는 TBN교통방송 라디오에 출연중에 있다.방송을 통해 만만하고 코믹한 모습을 주로 보이지만 실제로는 박식한 지식과 언변을 가지고 있으며 독서량이 엄청나다고 한다.천진난만한 외모와 다르게 상당한 이종격투기 실력자다.
```

최근에는 유튜브 캡틴TV를 진행하며, 역사를 재미있게 풀어 방송하기도 하며, tv조선과 부산일보 깐부쇼등을 통해 민주당 논객들과 토론을 벌이고 있다.

## 학력
동서대학교 뮤지컬학과 학사

## 경력
- 2024년 8월 ~ : 부산광역시교육청 언론정책비서관
- 2024년 1월 ~ 8월 : 펜앤드마이크 영남지사 문화국장
- 2023년 10월 ~2024년 8월 : 국민의힘 부산시당 디지털정당위원회 위원장
- 2019년 6월 ~ 2019년 9월 : 자유한국당 2020 경제대전환 위원회 지속가능한 복지 분과위원
- 2019년 3월 ~ 2019년 5월 : 자유한국당 文정권 경제실정백서특별위원회 위원
- JCI 청년회의소 부산지회 소속
- 개그맨 겸 MC
- 2016년 : 부산동부경찰서 학교폭력 예방 홍보대사
- 그룹 '조아(JOA)' 멤버
- 그룹 '쓰리쌈' 멤버

## 사건사고
하헌기와의 분쟁이 있었고 하헌기가 욕설을 함 조선일보에도 나왔다. 